# Marientor (Nürnberg)

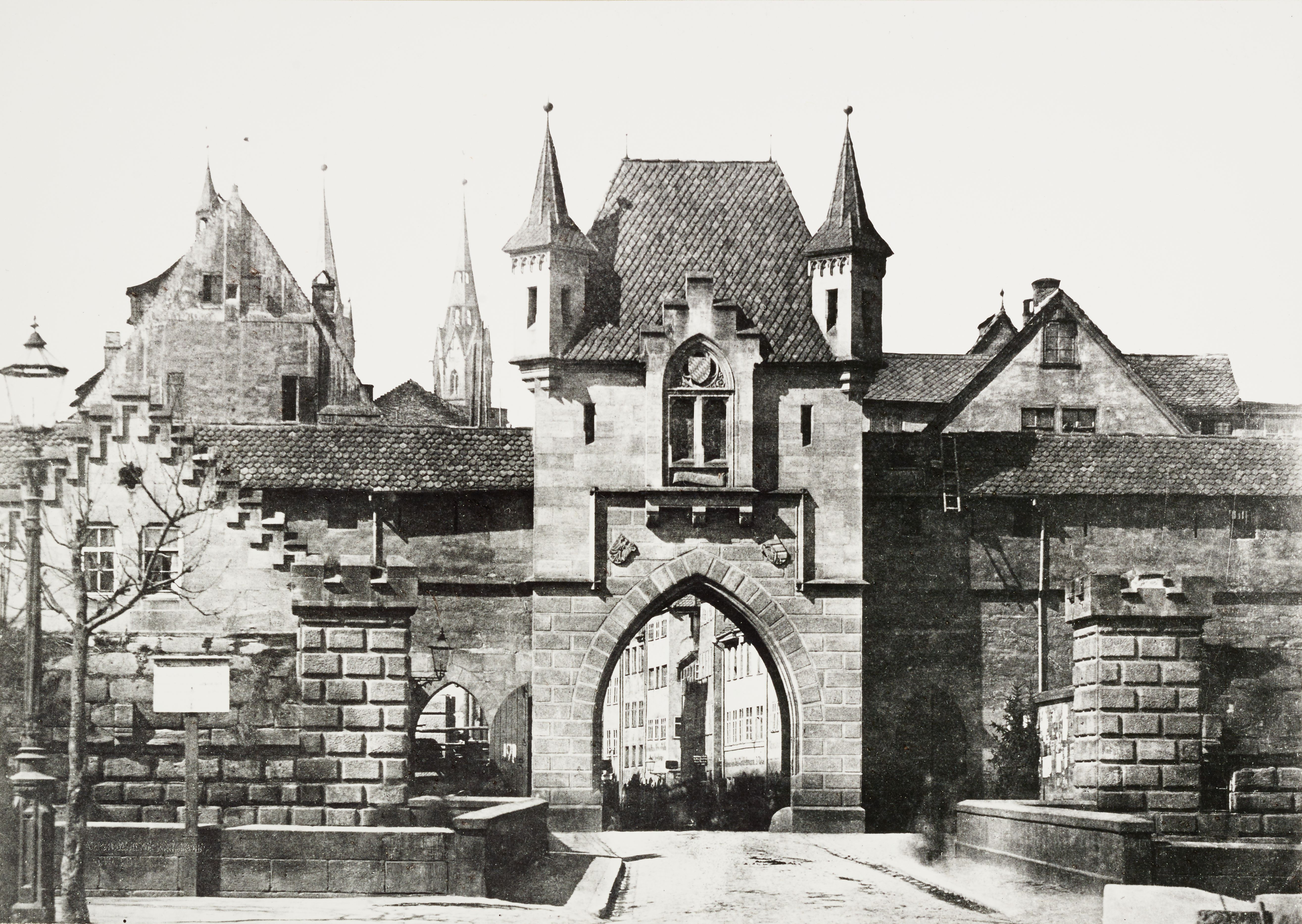
Marientor, 1891

Das Marientor war ein Tor durch die Nürnberger Stadtmauer und ist heute einer der Hauptzugänge zur östlichen Nürnberger Altstadt.
Zur Anbindung der ersten planmäßigen Stadterweiterung Nürnbergs, der Marienvorstadt im Südosten der Altstadt, wurde 1859 nach Plänen von Bernhard Solger im neugotischen Stil ein neues Stadttor durch die Stadtmauer errichtet und nach der Gattin des bayerischen Königs Maximilian II. benannt.
Dem wachsenden Verkehr war das Tor schon bald nicht mehr gewachsen und wurde 1891 wieder abgerissen.
Auf dem benachbarten Zwinger wurde ein – ursprünglich nur im Sommer bewirtschafteter – Biergarten eingerichtet, der später zum fränkischen Wirtshaus umgebaut und als Marientorzwinger in Betrieb war.
Der Mauerbereich zwischen Pegnitz und Marientor heißt Marientormauer. Danach wurden die innerhalb der Stadtmauer liegende Gasse Marientormauer, die vor der Stadtmauer liegende Gasse Marientorzwinger und die außerhalb gelegene Hauptverkehrsstraße Marientorgraben benannt. Nördlich des Tores wurden beim Bau einer Tiefgarage am Gewerbemuseumsplatz Teile der alten Marientormauer freigelegt. Südlich des Marientors wurde für den Bau der Kunsthalle ein Teil der Stadtmauer abgerissen.

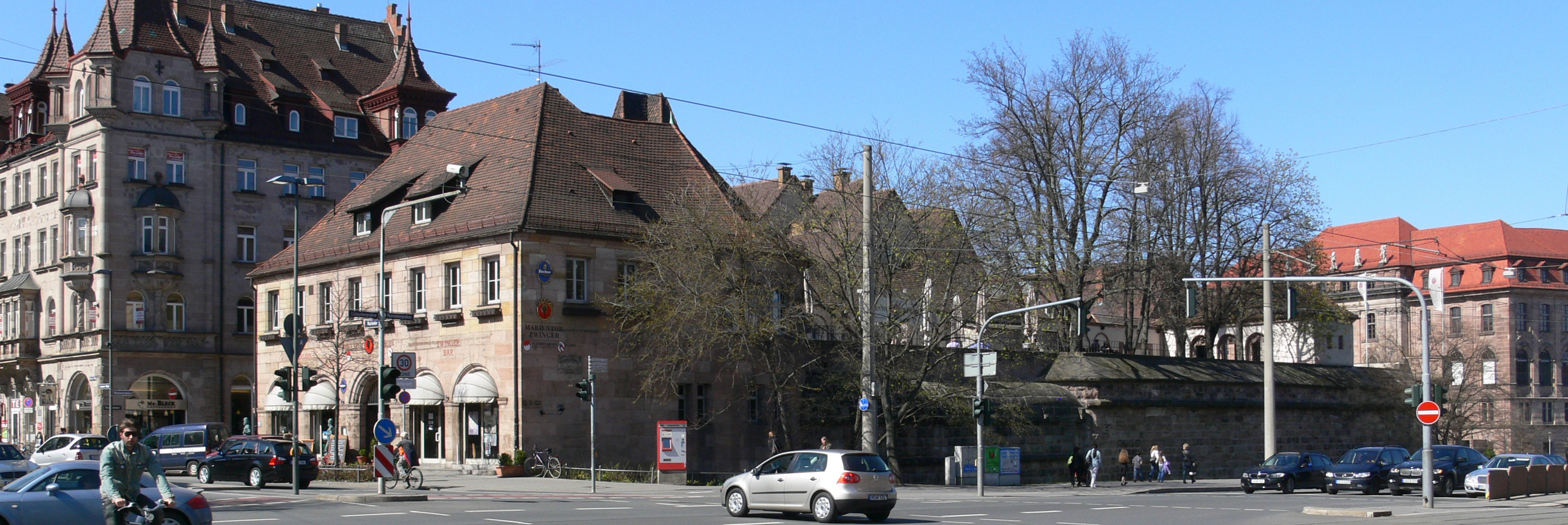
Marientorzwinger, 2010

## Marientorzwinger
Auf dem nach Norden anschließenden Zwinger wurde ein – ursprünglich nur im Sommer bewirtschafteter – Biergarten eingerichtet, der früher nach den Wirten Schellhorn-, Horn- oder Kißkaltzwinger genannt wurde. 1913 wurde von Heinrich Wallraff und Otto Seegy der Zwinger für die gastronomischen Zwecke erweitert und war lange Jahre als Marientorzwinger in Betrieb. Im Außenbereich saß man im ehemaligen Zwinger, der mit Bäumen bepflanzt war, mit Ausblick auf die Ringstraße, die unterhalb vorbeiführte. 
Der Zugang zur Gaststätte, die im ersten Stock lag, erfolgte über eine Treppe im Gebäude nördlich des ehemaligen Tores. Im Erdgeschoss dieses Gebäudes befanden sich weitere Räume, die zum Teil zeitweise unter dem Namen Zwingerbar genutzt wurden. 2019 wurde die Wirtschaft geschlossen. Ab 2021 sanierte die Stadt für 5,3 Mio. EUR das Gebäude, 2023 wurde der Biergarten als Glühweinausschank ("Glühdorf") genutzt, 2024 soll die Gaststätte selbst umgebaut werden.
Nördlich des Biergartens wird seit September 2023 ein Pocket Park errichtet, der Ende 2024 fertig sein soll. Hier wird auch ein alter Mauerturm wiedererrichtet, in dem das Stadtmauermuseum einziehen soll.